# Cranus
Cranus ist ein keltischer Gott, der in der Provinz Britannia im Gebiet des heutigen Norfolk verehrt wurde. Er wurde in der Interpretatio Romana dem Gott Faunus gleichgesetzt.
In Thetford (Norfolk) wurde ein Hort von 40 silbernen Löffeln aufgefunden, auf denen religiöse Inschriften zu lesen sind. Auf zwölf von ihnen wird der Gott Faunus mit verschiedenen Epitheta genannt. Einer der Beinamen ist Cranus, der, ebenso wie alle anderen genannten, nur an diesem Ort erwähnt wird. Zweimal wird dabei auch die Bezeichnung dei (des Gottes) verwendet.